# Citroën Chile

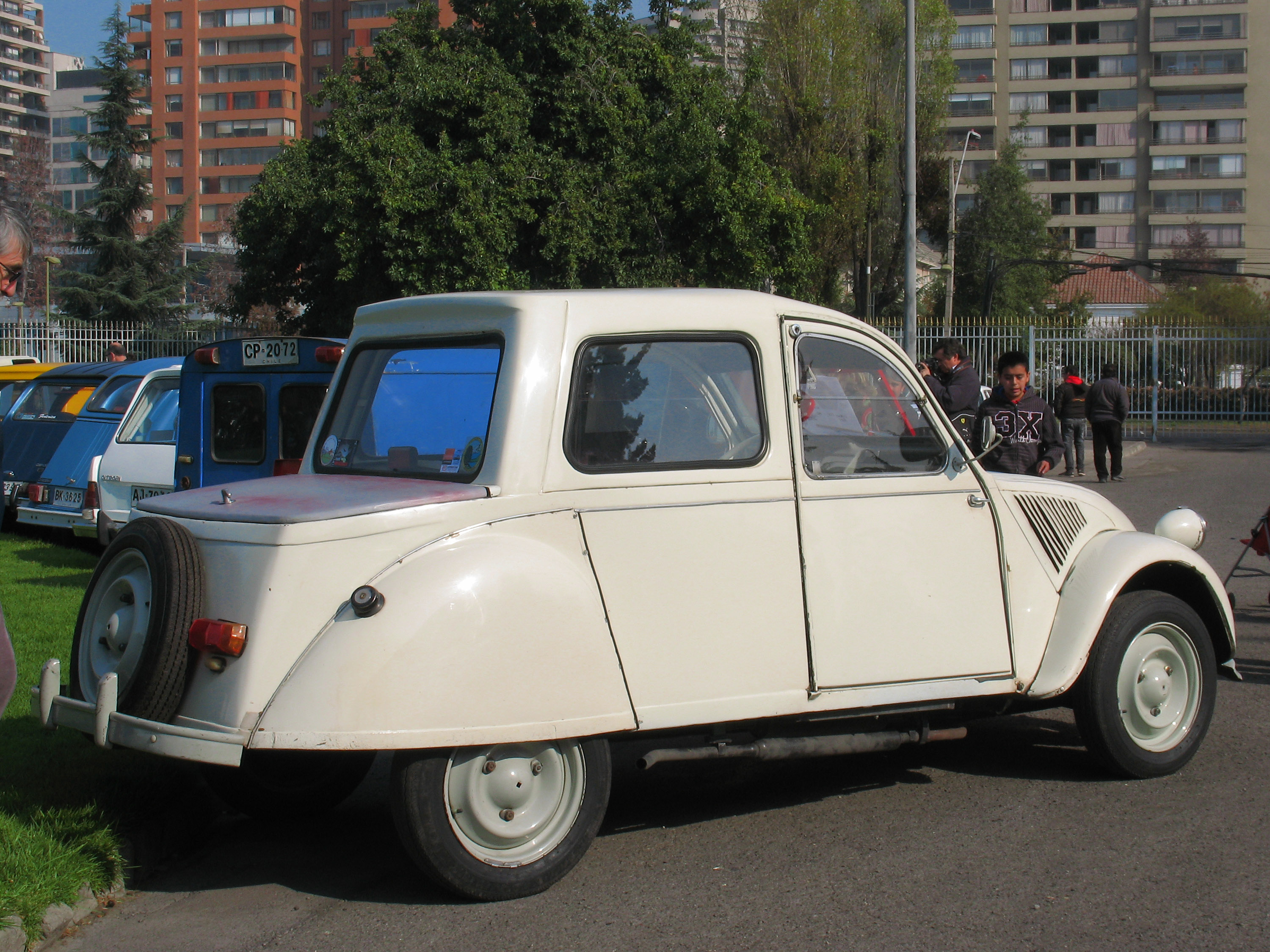
Citroën 2 CV zweitürig

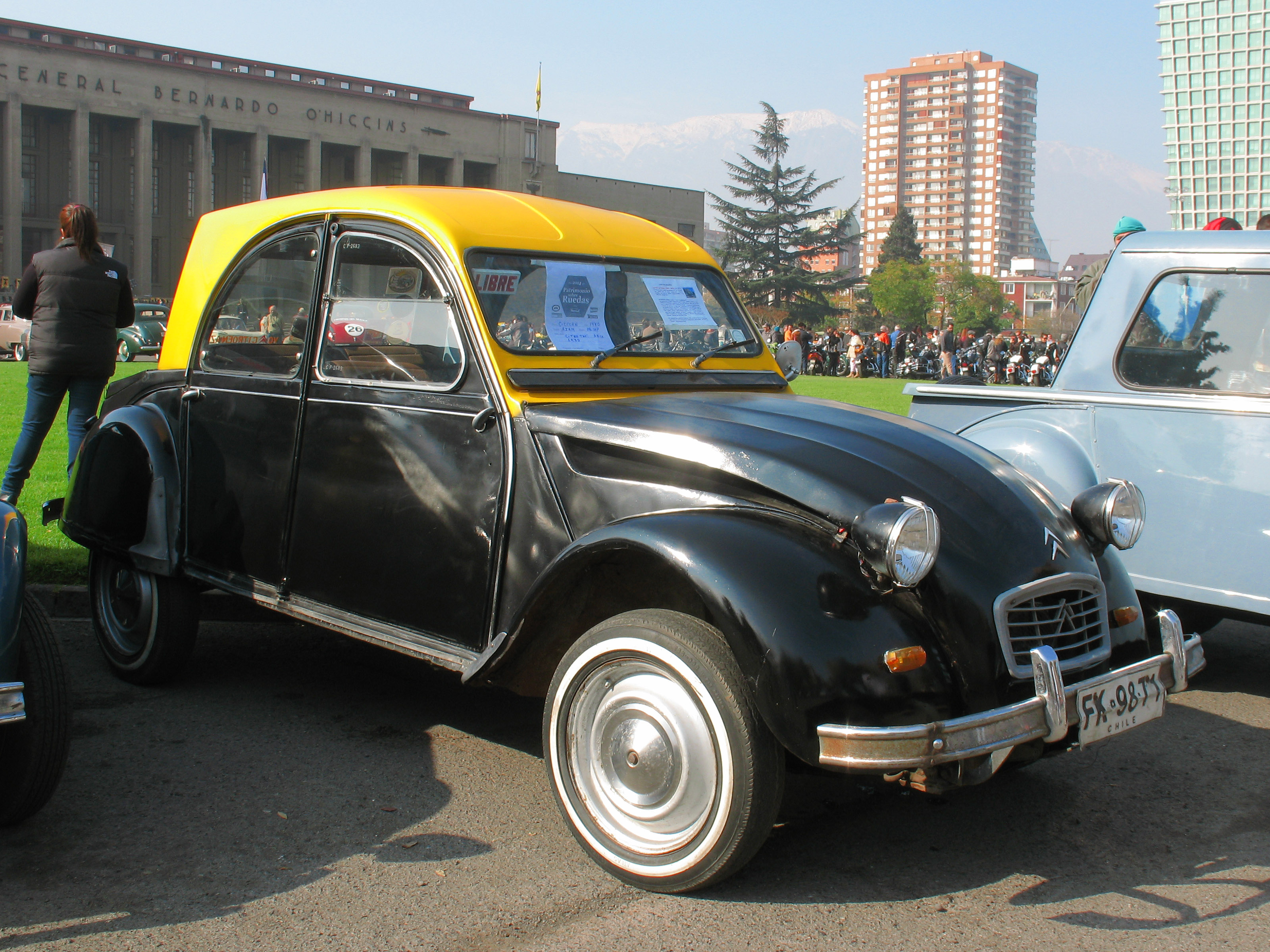
Citroën 2 CV viertürig

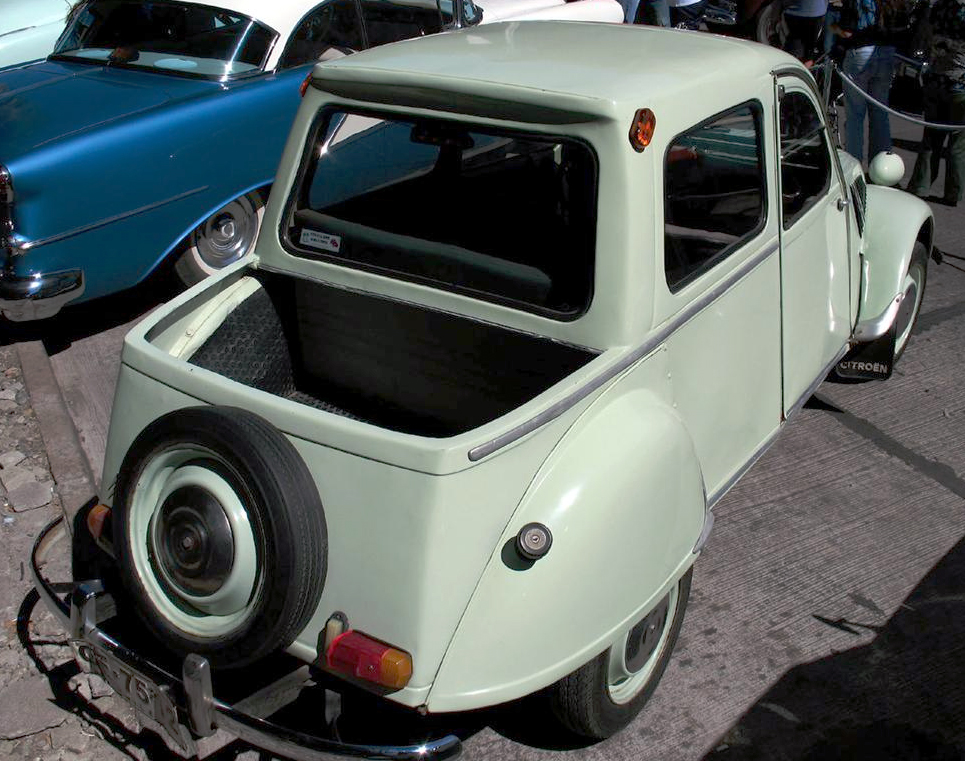
Citroën 2 CV als Pick-up

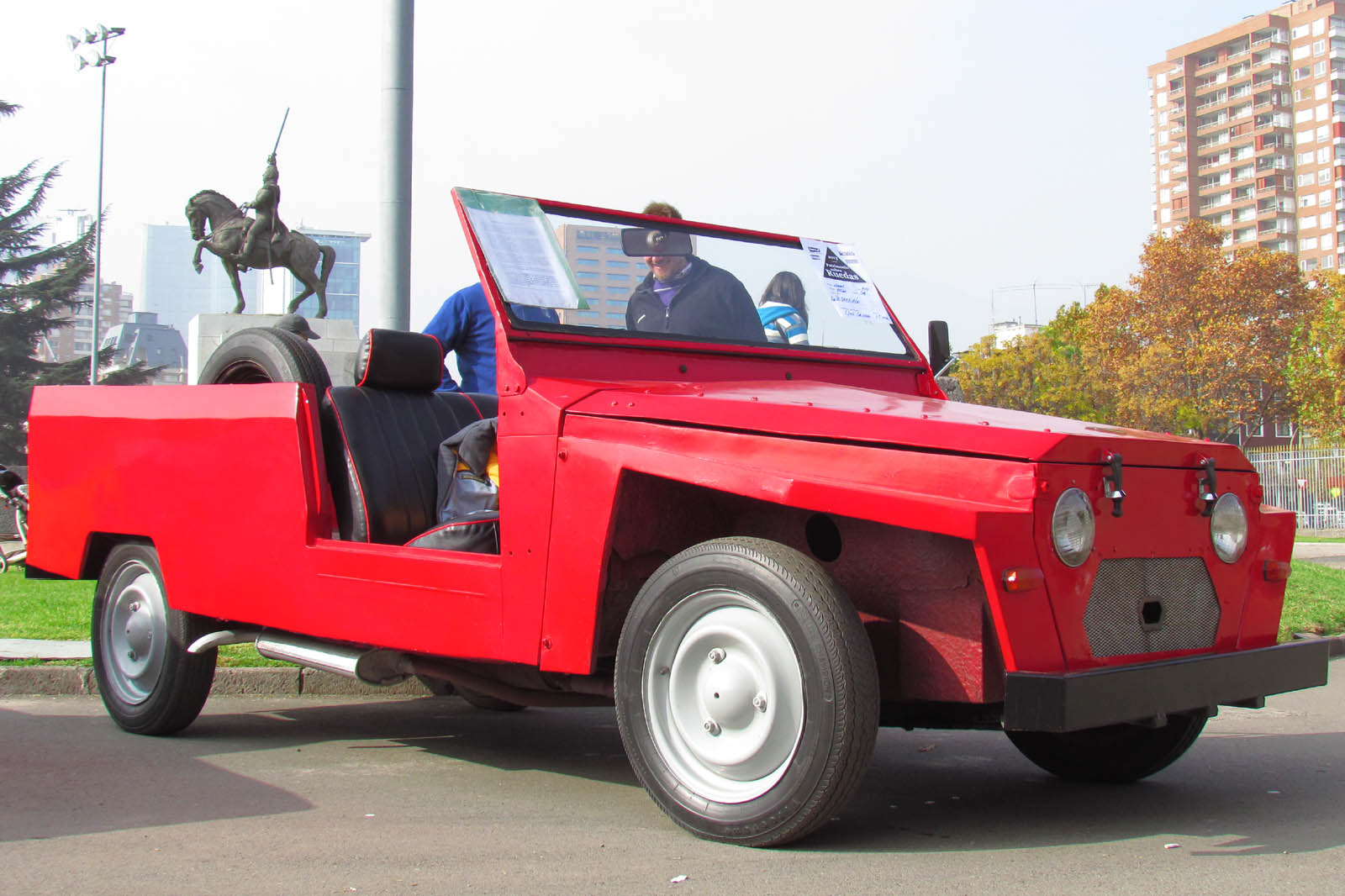
Citroën Yagán

Citroën Chile S.A.C., vorher Citroën Chilena S.A., ist ein chilenischer Importeur und ehemaliger Hersteller von Automobilen.

## Unternehmensgeschichte
Das Unternehmen Citroën Chilena S.A. wurde 1955 gegründet. In dem Jahr oder 1963 begann die Produktion von Automobilen in einem Werk in Arica. Der Markenname lautete Citroën. Eine Quelle gibt eine Verbindung zu Sociedad Importadora e Industrial J. Lhorente y Cia. Ltda. in Chinthorre an. Eine Zeitlang leitete José Lhorente das Unternehmen. Ebenso wird die Firmierung Automotriz Arica S.A. genannt.
Die chilenische Regierung unter Salvador Allende beschloss Anfang der 1970er Jahre eine staatlich gelenkte Umstrukturierung der Automobilindustrie. Dazu wurde das Joinz Venture Corfo-Citroën genehmigt, um kleine Fahrzeuge zu produzieren. Renault und Fiat sollten mittelgroße Autos herstellen, während Peugeot für große Fahrzeuge zuständig sein sollte.
Im Jahr 1972 wurde das Unternehmen in Corfo-Citroën umbenannt. 1980 erfolgte die Umfirmierung in Citroën Chile S.A.C. Die Produktion endete 1982. Im gleichen Jahr hatte das Unternehmen einen Anteil von rund 4,5 % an der chilenischen Fahrzeugproduktion (457 von 10255 Fahrzeugen). Als Importgesellschaft ist das Unternehmen weiterhin aktiv. Es hat seinen Sitz in Providencia in der Provinz Santiago.

## Modelle
Ein Modell war der 2 CV, wie er aus Frankreich bekannt ist. Es gab dieses Modell aber bis 1973 auch als zwei- und viertürige Stufenhecklimousine sowie danach bis 1979 als Kombilimousine. Außerdem standen Pick-up und Kastenwagen im Sortiment.
Der Citroën Yagán war ein vom Citroën Méhari abgeleitetes Freizeit- und Mehrzweckauto. Er hatte eine offene Karosserie aus Holz und Aluminium, entworfen von Maurice Delignon. Die Bauzeit dieses Modells wird je nach Quelle mit 1971 bis 1973 oder mit 1972 bis 1976 angegeben. Hiervon entstanden etwa 1500 Fahrzeuge.
Das Unternehmen bot auch Ami 8, GS und CX an, wobei unklar ist, ob sie im Land produziert wurden.